# Флаг Россельхознадзора
Флаг, эмблема и вымпелы Федеральной службы по ветеринарному и фитосанитарному надзору (Россельхознадзора).
Федеральная служба по ветеринарному и фитосанитарному надзору (Россельхознадзор) была образована 9 марта 2004 года.
20 ноября 2006 года, постановлением Правительства Российской Федерации, в целях реализации единой государственной политики в области геральдики, упорядочения официальных символов федеральных органов исполнительной власти, сохранения и развития исторических традиций, были учреждены флаг, эмблема, вымпел руководителя и вымпел судов Федеральной службы по ветеринарному и фитосанитарному надзору.

## Флаг
Флаг вывешивается на зданиях, занимаемых Федеральной службой по ветеринарному и фитосанитарному надзору и её территориальными органами.
 Описание флага

Флаг Федеральной службы по ветеринарному и фитосанитарному надзору представляет собой прямоугольное полотнище светло-зелёного цвета. В крыже расположено изображение Государственного флага Российской Федерации. В центре правой половины полотнища расположено цветное изображение эмблемы Федеральной службы по ветеринарному и фитосанитарному надзору.
Ширина полотнища составляет две трети его длины. Длина и ширина изображения Государственного флага Российской Федерации составляют соответственно одну вторую длины и ширины полотнища. Высота изображения эмблемы Федеральной службы по ветеринарному и фитосанитарному надзору составляет три пятых ширины полотнища, ширина этого изображения составляет одну треть длины полотнища.

## Вымпел руководителя

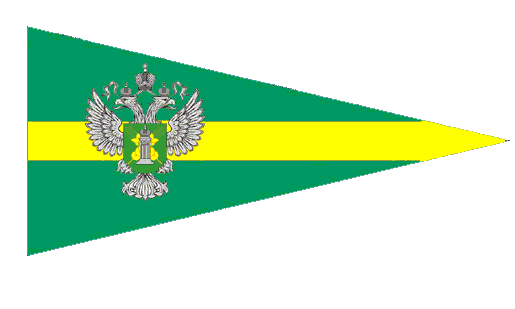
Вымпел руководителя Россельхознадзора с 2006 г.

Вымпел руководителя поднимается на судах, используемых Россельхознадзором для осуществления контроля в области рыболовства и сохранения водных биологических ресурсов, при нахождении на них руководителя этой службы.
 Описание вымпела

Вымпел руководителя Федеральной службы по ветеринарному и фитосанитарному надзору представляет собой полотнище в виде равнобедренного треугольника светло-зелёного цвета с соотношением ширины и длины, составляющим один к трём. Посередине полотнища от фаловой кромки к вершине расположена полоса жёлтого цвета, ширина которой составляет одну шестую длины фаловой кромки вымпела. В центре вымпела на расстоянии, равном одной двенадцатой его длины, расположена цветная эмблема Федеральной службы по ветеринарному и фитосанитарному надзору, размер которой составляет одну вторую длины фаловой кромки.

## Вымпел судов

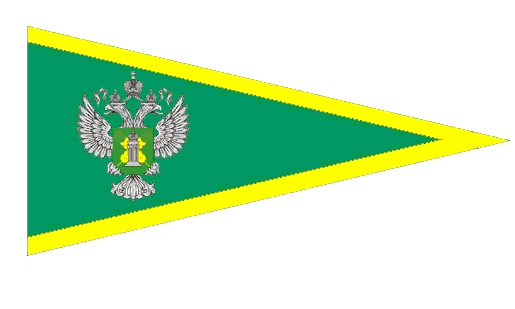
Вымпел судов Россельхознадзора с 2006 г.

Вымпел судов размещается на соответствующих судах, используемых Россельхознадзором для осуществления контроля в области рыболовства и сохранения водных биологических ресурсов.
 Описание вымпела

Вымпел судов, используемых Федеральной службой по ветеринарному и фитосанитарному надзору для осуществления контроля в области рыболовства и сохранения водных биологических ресурсов, представляет собой полотнище в виде равнобедренного треугольника светло-зелёного цвета с соотношением ширины и длины, составляющим один к трём, окаймлённого с двух сторон полосой жёлтого цвета, ширина которой составляет одну восьмую длины фаловой кромки вымпела. В центре вымпела на расстоянии, равном одной двенадцатой его длины, расположена цветная эмблема Федеральной службы по ветеринарному и фитосанитарному надзору, размер которой составляет одну вторую длины фаловой кромки.

## Эмблема
Описание эмблемы

Эмблема Россельхознадзора с 2006 г.

Геральдический знак-эмблема Федеральной службы по ветеринарному и фитосанитарному надзору представляет собой изображение двуглавого орла с поднятыми крыльями серебристого цвета, увенчанного тремя объединёнными лентой коронами, поддерживающего лапами расположенный на его груди прямоугольный закруглённый книзу щит тёмно-зелёного цвета. В щите помещено серебристое изображение столпа законов, наложенного на два перекрещивающихся колоса золотистого цвета (большая эмблема).
Допускается использование в качестве самостоятельных эмблем Федеральной службы по ветеринарному и фитосанитарному надзору изображений щита, в котором помещено изображение столпа законов, наложенного на два перекрещивающихся колоса (средняя эмблема), и столпа законов серебристого цвета, наложенного на два перекрещивающихся колоса золотистого цвета (малая эмблема).
Эмблема Федеральной службы по ветеринарному и фитосанитарному надзору может выполняться в одноцветном изображении.